# Vikedal
Vikedal est une ancienne commune et une localité norvégienne appartenant à la kommune de Vindafjord.
On compte au 1er janvier 2014 457 habitants, mais ceci ne concerne que le centre même du village puisque tout compris il compte plus de 800 habitants.
Le village très touristique compte plusieurs festivals en été dont un festival de pêche et de musique où sont venus jouer des artistes et groupes tels que Hellbillies, Minor Majority, Madrugada ou encore Kaizers Orchestra.
Ancienne commune, elle fut rattachée à Vindafjord en 1965.